# Horní Litvínov
Horní Litvínov je část města Litvínov v okrese Most. Nachází se na severovýchodě Litvínova. Horní Litvínov je také název katastrálního území o rozloze 5,97 km².

## Historie
V Horním Litvínově fungovaly přerušovaně v letech 1823–1947 radioaktivní a železité lázně. Dnes z nich zbyly pouze altán nad městem a pramen na okraji města.

## Obyvatelstvo
Při sčítání lidu v roce 1921 ve městě žilo 9 429 obyvatel (z toho 4 563 mužů), z nichž bylo 1 921 Čechoslováků, 7 287 Němců, dva příslušníci jiné národnosti a 199 cizinců. Převažovali římští katolíci (8 266 obyvatel) a druhou největší skupinou byli lidé bez vyznání (792). Evangelíků bylo 235, třicet lidí patřilo k církvi československé, devatenáct k nezjišťovaným církvím a dále ve městě žilo 127 židů. Podle sčítání lidu z roku 1930 mělo město 9 810 obyvatel: 2 302 Čechoslováků, 8 279 Němců, 27 Židů, čtyři příslušníky jiné národnosti a 198 cizinců. Římských katolíků bylo 7 742, počet lidí bez vyznání vzrostl na 1 586 a počet evangelíků na 303. Dále ve městě žilo 105 židů, 48 členů církve československé a 26 příslušníků nezjišťovaných církví.
| | 1869  | 1880  | 1890  | 1900  | 1910  | 1921  | 1930  | 1950   | 1961   | 1970   | 1980   | 1991   | 2001   | 2011   |
| --- | ----- | ----- | ----- | ----- | ----- | ----- | ----- | ------ | ------ | ------ | ------ | ------ | ------ | ------ |
| Obyvatelé | 3 225 | 3 813 | 5 167 | 8 810 | 9 842 | 9 429 | 9 810 | 14 042 | 17 409 | 20 470 | 20 643 | 17 841 | 16 767 | 15 673 |
| Domy | 291   | 306   | 348   | 465   | 538   | 551   | 708   | 1 437  | 1 714  | 1 355  | 1 312  | 1 270  | 1 281  | 1 326  |
| Tabulka zahrnuje v letech 1961–1991 data Dolního Litvínova a Růžodolu a v roce 1961 také domy místních částí Horní Ves, Chudeřín, Lounice, Písečná a Litvínov. |       |       |       |       |       |       |       |        |        |        |        |        |        |        |